# Journal des Dames
Ne doit pas être confondu avec Journal des dames et des modes ou Journal des dames et des modes (1912-1914).
Le Journal des Dames, est un périodique créé en janvier 1759 par Charles Thorel de Campigneulles et disparu en juin 1778.

## Organisation
Le plan du Journal des Dames était de publier des pièces fugitives en vers et en prose, faire connaitre les livres nouveaux avec des extraits plus ou moins étendus, annoncer les spectacles et publier quelques avis, en y joignant le compte rendu de tout ce qui était fait en littérature par et pour les dames. Il devait toujours être sous le nom d’une femme.

## Historique
Commencé en janvier 1759, par Thorel de Campigneulles, le Journal des Dames eut successivement pour rédacteurs : 
- Jean-Charles de Relongue de La Louptière (avril-septembre 1761),
- Madame de Beaumer (octobre 1761-avril 1763),
- Barnabé Farmian Durosoy (imposé par Malesherbes d’avril-septembre 1762 pour des raisons de conflit avec la censure),
- Catherine de Maisonneuve qui présenta au roi le volume d’avril 1765, d’où elle prenait prétexte pour faire appel aux meilleurs écrivains de la nation, leur faisant entrevoir « la récompense la plus glorieuse pour des Français, celle de mériter les regards de leur maître[2] » (mai 1763-mai 1764),
- Joseph Mathon de la Cour et Claude-Sixte Sautreau de Marsy, qui le reprirent alors qu’il n’avait plus que sept abonnés[2] (le nom de Madame de Maisonneuve continua à figurer sur la page de titre; probablement juin 1764-juillet 1768),

Sous Maupeou, le journal est frappé par une interdiction de paraître entre 1770 et 1773.
- reprise de l'édition par la baronne Marie-Émilie de Princen, dite Madame de Montanclos (janvier 1774-avril 1775),
- Louis-Sébastien Mercier (mai 1775-décembre 1776),
- Claude-Joseph Dorat (mars 1777-juin 1778).

Ont collaboré au Journal des Dames Françoise-Albine Benoist, Charlotte Reynier Bourette, l'abbé Mangenot, Antoine-Marin Lemierre, François-Thomas-Marie de Baculard d'Arnaud, Anne-Gabriel Meusnier de Querlon, Adrien-Michel-Hyacinthe Blin de Sainmore, la marquise d'Antremont, Alexandre Masson de Pezay, la comtesse de Beauharnais et Marie-Amable de La Ferrandière entre autres.
Lié avec Fréron et encensé par L'Année littéraire, l’écrivain polygraphe Dorat, non content d’avoir ce journal à ses ordres, voulut avoir un journal en titre. En dépit des remontrances de ses amis, qui lui reprochaient de renoncer au théâtre pour se lancer dans la critique, Dorat se lança dans cette entreprise qui constituait une spéculation de finance qui devait ajouter 6 000 livres de rente aux 4 000 qu’il avait déjà de son patrimoine. Dorat fut très  convenable. Il sut se concilier tous les suffrages dans ses fonctions : 

« Le ton qu’il prit, dit Querlon, ne ressemblait en aucune manière à celui de certains journalistes, périodistes, feuillistes, etc. il ne fut ni rogue, ni fier, ni dur, ni tranchant ; il ne se soulevait point de toute la hauteur de son âme contre certains ouvrages qui pouvaient ne pas lui plaire. [Il] avait annoncé dans son Prospectus, « des observations plutôt que des censures, des éloges vrais, de la politesse dans les critiques, surtout la plus exacte impartialité. » II tient parole. »

Les reliquats du Journal des Dames furent achetés par Panckoucke au profit du Mercure.

## Exemplaires du journal
- avril-juin 1761: Journal des Dames
- juillet-septembre 1761: Journal des dames... par M. de la Louptière
- octobre-décembre 1761:  Journal des Dames, par Mme de Beaumer
- janvier-mars 1762: Nouveau journal des dames par Mme de Beaumer

## Sources
- Louis Eugène Hatin, Bibliographie historique et critique de la presse périodique française : Catalogue systématique et raisonné de tous les écrits périodiques de quelque valeur publiés ou ayant circulé en France depuis l’origine du journal jusqu’à nos jours, Paris, Firmin-Didot, 1866, 660 p. (lire en ligne), p. 49-50.
- Jacques-François Valade, L’Esprit des journaux français et étrangers, t. 469, Paris, Valade, 1817, 300 p. (lire en ligne), p. 236.